# Stealin' Home (album)
| Recensione    | Giudizio |
| ------------- | -------- |
| AllMusic      | [ 1 ]    |
| 24.000 dischi | [ 2 ]    |

Stealin' Home è un album discografico di Ian Matthews, pubblicato dall'etichetta discografica Rockburgh Records nel 1978.
Due brani contenuti nell'album si piazzarono nella Chart Billboard The Hot 100: Shake It (tredicesimo posto il 17 febbraio 1979) e Give Me an Inch (sessantasettesimo posto il 21 aprile 1979).

## Tracce
Lato A
1. Gimme an Inch Girl – 4:19 (Robert Palmer)
2. Don't Hang Up Your Dancing Shoes – 2:58 (Terence Boylan)
3. King of the Night – 3:52 (Jeffrey Comanor)
4. Man in the Station – 3:55 (John Martyn)
5. Let There Be Blues – 3:59 (Ian Matthews)

Lato B
1. Carefully Taught – 0:59 (Oscar Hammerstein, Richard Rodgers; arrangiamento di Ian Matthews)
2. Stealin' Home – 3:21 (Ian Matthews)
3. Shake It – 3:20 (Terence Boylan)
4. Yank & Mary* / Smile** – 2:29 (Richard Stekol* / Charlie Chaplin, John Turner, Geoffrey Parsons**)
5. Slip Away – 4:12 (Ian Matthews, Bill Lamb)
6. Sail My Soul – 4:26 (Bill Lamb, Ian Matthews)

Edizione CD del 2014, pubblicato dalla Omnivore Recordings Records (OVCD-98)
1. Gimme an Inch – 4:20 (Robert Palmer)
2. Don't Hang Up Your Dancing Shoes – 3:01 (Terence Boylan)
3. King of the Night – 3:55 (Jeffrey Comanor)
4. Man in the Station – 3:58 (John Martyn)
5. Let There Be Blues – 4:03 (Ian Matthews)
6. Carefully Taught – 1:03 (Oscar Hammerstein, Richard Rodgers; arrangiamento di Ian Matthews)
7. Stealin' Home – 3:25 (Ian Matthews)
8. Shake It – 3:25 (Terence Boylan)
9. Yank and Mary (Smile) – 2:34 (Richard Stekol (Charlie Chaplin, John Turner, Geoffrey Parsons)
10. Slip Away – 4:16 (Ian Matthews, Bill Lamb)
11. Stail My Soul – 4:32 (Bill Lamb, Ian Matthews)
12. Tigers Will Survive – 3:44 (Ian Matthews) – The Homecoming Concert (Recorded Live at Texas A&M University, November 1978)
13. Stealin' Home – 5:01 (Ian Matthews) – The Homecoming Concert (Recorded Live at Texas A&M University, November 1978)
14. Shake It – 3:56 (Terence Boylan) – The Homecoming Concert (Recorded Live at Texas A&M University, November 1978)
15. Just One Look – 3:27 (Gregory Carroll, Doris Payne) – The Homecoming Concert (Recorded Live at Texas A&M University, November 1978)
16. King of the Night – 4:30 (Jeffrey Comanor) – The Homecoming Concert (Recorded Live at Texas A&M University, November 1978)
17. Man in the Station – 5:37 (John Martyn) – The Homecoming Concert (Recorded Live at Texas A&M University, November 1978)
18. Don't Hang Up Your Dancing Shoes – 2:56 (Terence Boylan) – The Homecoming Concert (Recorded Live at Texas A&M University, November 1978)
19. Call the Tunes – 6:24 (Ian Matthews) – The Homecoming Concert (Recorded Live at Texas A&M University, November 1978)
20. Payday – 4:46 (Jesse Winchester) – The Homecoming Concert (Recorded Live at Texas A&M University, November 1978)

## Musicisti
- Ian Matthews - voce solista, arrangiamenti
- Bryn Haworth - chitarra elettrica, chitarra acustica, mandolino
- Phil Palmer - chitarra elettrica
- Pete Wingfield - tastiere
- Rick Kemp - basso
- Jim Russell - batteria
- Mel Collins - sassofono (brani: Let There Be Blues e Shake It)
- Duffy Power - armonica (blues harp) (brano: Man in the Station)
- Simon Morton - percussioni

Note aggiuntive
- Sandy Roberton e Ian Matthews - produttori
- Bryn Haworth e Ian Matthews - arrangiamenti
- Robert Kirby - arrangiamento strumenti ad arco
- Registrato (e mixato) al Chipping Norton Studios, Oxfordshire (Inghilterra)
- Barry Hammond - ingegnere delle registrazioni
- Steve Hiett - fotografia copertina frontale
- Sandy Roberton e Judith Caldwell - fotografie polaroid retrocopertina album
- Chris Moore e Michael Munday - design album
- Don Zubalsky - calligrafia
- David Fleming - impaginazione grafica[6]